# Stay (I Missed You)
Stay (I Missed You) è un singolo della cantautrice statunitense Lisa Loeb, pubblicato nel 1994 a nome Lisa Loeb and Nine Stories.
Il brano, scritto dalla stessa Lisa Loeb, è incluso nella colonna sonora originale del film Giovani, carini e disoccupati (Reality Bites) uscito nel 1994 e diretto da Ben Stiller.
Esso ha ricevuto una candidatura ai Grammy Awards 1995 nella categoria "Best Pop Performance by a Duo or Group with Vocals".

## Tracce
Maxi CD (USA)
1. Stay (I Missed You)
2. Stay (I Missed You) (living room mix)

## Formazione
- Lisa Loeb – chitarra, voce, cori
- Tim Bright – chitarra
- Jonathan Feinberg – batteria
- Joe Quigley – basso

## Video
Il videoclip della canzone è stato diretto da Ethan Hawke.